# Serie A2 2024-2025 (pallacanestro femminile)
La Serie A2 2024-25, denominata per ragioni di sponsorizzazione Techfind Serie A2, è stata la 45ª edizione del secondo livello del campionato italiano di pallacanestro femminile.

## Stagione

### Formula
Le squadre sono suddivise in due gironi A e B composti da 14 squadre. Lo svolgimento sarà in girone all’italiana con gare di andata e ritorno.
Al termine della Prima Fase le prime 8 squadre di ogni girone sono ammesse ai Playoff promozione, dai quali vengono promosse due squadre in Serie A1. Ogni turno di Playoff si disputa al meglio delle tre gare: la prima e l'eventuale terza in casa della squadra con la migliore classifica, la seconda gara in casa della squadra con la peggiore classifica.
Le squadre classificate, al termine della Regular Season, al 9º e 10º posto di ciascun girone saranno automaticamente salve.
Le squadre classificate, al termine della Regular Season, dall'11º al 14º posto di ciascun girone, parteciperanno ai Playout Retrocessione, dai quali verranno retrocesse tre squadre in Serie B. I Playout si svolgeranno in tre fasi, nella prima fase le squadre vincenti il turno sono salve, mentre le quattro squadre perdenti accedono alla seconda fase, le due squadre vincenti accedono alla terza fase mentre quelle perdenti sono retrocesse, nella terza fase, la squadra vincente è salva mentre quella perdente e retrocessa. Ogni turno si disputa al meglio delle tre gare: la prima e l'eventuale terza in casa della squadra con la migliore classifica, la seconda gara in casa della squadra con la peggiore classifica.
Al termine dei playoff, le due squadre neopromosse in Serie A1 si sfideranno su campo neutro per il titolo di Campione della Serie A2.

## Partecipanti
Girone A
- Cest. Spezzina
- Costa Masnaga
- Basket Foxes Giussano
- Jolly Livorno
- Libertas Moncalieri
- Pall. Broni
- Pol. A.Galli
- Salerno Basket 92
- Sanga Milano
- S. Salv. Selargius
- Torino Teen
- USE Empoli
- Virtus Academy Benevento
- Virtus Cagliari

Girone B
- B.C. Bolzano
- Eirene Ragusa
- FeBa Civ. Marche
- Futurosa Trieste
- Girls Ancona
- Libertas SBS Udine
- NP Treviso
- Panthers Roseto
- Rhodigium
- San Giorgio MN
- Thunder Matelica
- Umbertide
- Vicenza
- Vigarano

## Stagione regolare
La stagione regolare è iniziata il 5 ottobre 2024 ed è terminata il 13 aprile 2025.

### Classifiche
Aggiornate al 13 aprile 2025

#### Girone A
|  | Pos. | Squadra                              | PT | G  | V  | P  | PF   | PS   | Dif  |
|  | ---- | ------------------------------------ | -- | -- | -- | -- | ---- | ---- | ---- |
|  | 1.   | CLV-Limonta Costa Masnaga            | 42 | 26 | 21 | 5  | 1759 | 1368 | 391  |
|  | 2.   | Polisportiva A. Galli S. G. Valdarno | 42 | 26 | 21 | 5  | 1946 | 1560 | 386  |
|  | 3.   | Repower Sanga Milano                 | 38 | 26 | 19 | 7  | 1817 | 1542 | 275  |
|  | 4.   | USE Rosa Scotti Empoli               | 38 | 26 | 19 | 7  | 1795 | 1615 | 180  |
|  | 5.   | Jolly Acli Basket Livorno            | 32 | 26 | 16 | 10 | 1675 | 1533 | 142  |
|  | 6.   | Logiman Broni                        | 30 | 26 | 15 | 11 | 1742 | 1524 | 218  |
|  | 7.   | Sardegna Marmi Virtus Cagliari       | 24 | 26 | 12 | 14 | 1412 | 1599 | -187 |
|  | 8.   | Nuova Icom San Salvatore Selargius   | 22 | 26 | 11 | 15 | 1562 | 1603 | -41  |
|  | 9.   | Cestistica Spezzina                  | 20 | 26 | 10 | 16 | 1431 | 1603 | -172 |
|  | 10.  | Salerno Ponteggi Salerno             | 20 | 26 | 10 | 16 | 1640 | 1860 | -220 |
|  | 11.  | Tecnoengineering Moncalieri          | 18 | 26 | 9  | 17 | 1588 | 1640 | -52  |
|  | 12.  | Torino Teen Basket                   | 18 | 26 | 9  | 17 | 1520 | 1715 | -195 |
|  | 13.  | Basket Foxes Giussano                | 16 | 26 | 8  | 18 | 1524 | 1694 | -170 |
|  | 14.  | Virtus Academy Benevento             | 4  | 26 | 2  | 24 | 1299 | 1854 | -555 |

Legenda:
      Ammesse ai play-off.
 Promossa dopo i play-off in Serie A1.
      Partecipante ai play-out.
 Retrocessa dopo i play-out in Serie B Interregionale.
  Vincitrice della Coppa Italia di Serie A2
Regolamento:
Due punti a vittoria, zero a sconfitta. In caso di parità tra due squadre si considera la differenza canestri degli scontri diretti, in caso di scarto nullo si considera il coefficiente canestri (PF/PS)
Note:

#### Girone B
|  | Pos. | Squadra                       | PT | G  | V  | P  | PF   | PS   | Dif  |
|  | ---- | ----------------------------- | -- | -- | -- | -- | ---- | ---- | ---- |
|  | 1.   | San Giorgio MantovAgricoltura | 38 | 26 | 19 | 7  | 1607 | 1471 | 136  |
|  | 2.   | W.APU Delser Crich Udine      | 38 | 26 | 19 | 7  | 1657 | 1548 | 109  |
|  | 3.   | Passalacqua Ragusa (-3)       | 37 | 26 | 20 | 6  | 1717 | 1494 | 223  |
|  | 4.   | Halley Thunder Matelica       | 36 | 26 | 18 | 8  | 1748 | 1566 | 182  |
|  | 5.   | Martina Treviso               | 36 | 26 | 18 | 8  | 1660 | 1464 | 196  |
|  | 6.   | ARAN Cucine Panthers Roseto   | 34 | 26 | 17 | 9  | 1669 | 1466 | 203  |
|  | 7.   | Futurosa iVision Trieste      | 32 | 26 | 16 | 10 | 1685 | 1515 | 170  |
|  | 8.   | Alperia Basket Club Bolzano   | 24 | 26 | 12 | 14 | 1584 | 1612 | -28  |
|  | 9.   | PF Umbertide                  | 22 | 26 | 11 | 15 | 1454 | 1486 | -32  |
|  | 10.  | Velcofin Interlocks Vicenza   | 22 | 26 | 11 | 15 | 1544 | 1613 | -69  |
|  | 11.  | Solmec Rhodigium Basket       | 22 | 26 | 11 | 15 | 1619 | 1663 | -44  |
|  | 12.  | Bagalier FE.BA Civitanova     | 10 | 26 | 5  | 21 | 1462 | 1762 | -300 |
|  | 13.  | Basket Girls Ancona           | 6  | 26 | 3  | 23 | 1392 | 1697 | -305 |
|  | 14.  | Pallacanestro Vigarano        | 4  | 26 | 2  | 24 | 1323 | 1764 | -441 |

Legenda:
      Ammesse ai play-off.
 Promossa dopo i play-off in Serie A1.
      Partecipante ai play-out.
 Retrocessa dopo i play-out in Serie B Interregionale.
Regolamento:
Due punti a vittoria, zero a sconfitta.
In caso di parità tra due squadre si considera la differenza canestri degli scontri diretti, in caso di scarto nullo si considera il coefficiente canestri (PF/PS)
Note:
Virtus Eirene Ragusa penalizzata di 3 punti.

## Seconda fase
La seconda fase è iniziata il 19 aprile 2025.

### Playoff

#### Tabellone 1
|  | Quarti di finale | Quarti di finale   | Quarti di finale   | Quarti di finale | Quarti di finale |  |  | Semifinali | Semifinali         | Semifinali         | Semifinali      | Semifinali      |    |    | Finale | Finale        | Finale        | Finale | Finale |  |
|  |                  |                    |                    |                  |                  |  |  |            |                    |                    |                 |                 |    |    |        |               |               |        |        |  |
|  | 1A               | Costa Masnaga      | Costa Masnaga      | 54               | 74               |  |  |            |                    |                    |                 |                 |    |    |        |               |               |        |        |  |
|  | 8B               | B.C. Bolzano       | B.C. Bolzano       | 44               | 61               |  |  | 1A         | Costa Masnaga      | Costa Masnaga      | 81              | 64              |    |    |        |               |               |        |        |  |
|  | 4B               | Thunder Matelica   | 77                 | 42               | 69               |  |  | 4B         | Thunder Matelica   | Thunder Matelica   | 47              | 49              |    |    |        |               |               |        |        |  |
|  | 5A               | Jolly Livorno      | 71                 | 54               | 53               |  |  |            |                    |                    |                 |                 |    |    | 1A     | Costa Masnaga | Costa Masnaga | 86     | 66     |  |
|  | 3A               | Sanga Milano       | Sanga Milano       | 72               | 52               |  |  |            |                    | 6B                 | Panthers Roseto | Panthers Roseto | 92 | 76 |        |               |               |        |        |  |
|  | 6B               | Panthers Roseto    | Panthers Roseto    | 83               | 66               |  |  | 6B         | Panthers Roseto    | Panthers Roseto    | 72              | 65              |    |    |        |               |               |        |        |  |
|  | 2B               | Libertas SBS Udine | Libertas SBS Udine | 86               | 77               |  |  | 2B         | Libertas SBS Udine | Libertas SBS Udine | 51              | 56              |    |    |        |               |               |        |        |  |
|  | 7A               | Virtus Cagliari    | Virtus Cagliari    | 61               | 70               |  |  |            |                    |                    |                 |                 |    |    |        |               |               |        |        |  |

#### Tabellone 2
|  | Quarti di finale | Quarti di finale   | Quarti di finale   | Quarti di finale | Quarti di finale |  |  | Semifinali | Semifinali     | Semifinali | Semifinali  | Semifinali |    |    | Finale | Finale     | Finale | Finale | Finale |  |
|  |                  |                    |                    |                  |                  |  |  |            |                |            |             |            |    |    |        |            |        |        |        |  |
|  | 1B               | San Giorgio MN     | San Giorgio MN     | 56               | 60               |  |  |            |                |            |             |            |    |    |        |            |        |        |        |  |
|  | 8A               | S. Salv. Selargius | S. Salv. Selargius | 47               | 46               |  |  | 1B         | San Giorgio MN | 57         | 70          | 62         |    |    |        |            |        |        |        |  |
|  | 4A               | USE Empoli         | 61                 | 70               | 53               |  |  | 5B         | NP Treviso     | 58         | 67          | 64         |    |    |        |            |        |        |        |  |
|  | 5B               | NP Treviso         | 54                 | 72               | 56               |  |  |            |                |            |             |            |    |    | 5B     | NP Treviso | 69     | 67     | 73     |  |
|  | 2A               | Pol. A.Galli       | 70                 | 59               | 64               |  |  |            |                | 6A         | Pall. Broni | 71         | 64 | 78 |        |            |        |        |        |  |
|  | 7B               | Futurosa Trieste   | 55                 | 77               | 59               |  |  | 2A         | Pol. A.Galli   | 67         | 61          | 66         |    |    |        |            |        |        |        |  |
|  | 3B               | Eirene Ragusa      | Eirene Ragusa      | 65               | 53               |  |  | 6A         | Pall. Broni    | 76         | 58          | 78         |    |    |        |            |        |        |        |  |
|  | 6A               | Pall. Broni        | Pall. Broni        | 75               | 62               |  |  |            |                |            |             |            |    |    |        |            |        |        |        |  |

### Play Out

#### Tabellone 1
|  | primo turno | primo turno         | primo turno         | primo turno | primo turno |  |  | secondo turno | secondo turno | secondo turno | secondo turno | secondo turno |  |
|  |             |                     |                     |             |             |  |  |               |               |               |               |               |  |
|  | 11A         | Libertas Moncalieri | Libertas Moncalieri | 65          | 64          |  |  |               |               |               |               |               |  |
|  | 14B         | Vigarano            | Vigarano            | 63          | 46          |  |  | Vigarano      | Vigarano      | Vigarano      | 57            | 57            |  |
|  | 12A         | Torino Teen         | Torino Teen         | 47          | 44          |  |  | Torino Teen   | Torino Teen   | Torino Teen   | 65            | 60            |  |
|  | 13B         | Girls Ancona        | Girls Ancona        | 63          | 74          |  |  |               |               |               |               |               |  |

#### Tabellone 2
|  | primo turno | primo turno              | primo turno              | primo turno | primo turno |  |  | secondo turno            | secondo turno            | secondo turno            | secondo turno | secondo turno |  |
|  |             |                          |                          |             |             |  |  |                          |                          |                          |               |               |  |
|  | 11B         | Rhodigium                | Rhodigium                | 71          | 75          |  |  |                          |                          |                          |               |               |  |
|  | 14A         | Virtus Academy Benevento | Virtus Academy Benevento | 57          | 51          |  |  | Virtus Academy Benevento | Virtus Academy Benevento | Virtus Academy Benevento | 45            | 45            |  |
|  | 12B         | FeBa Civ. Marche         | FeBa Civ. Marche         | 51          | 48          |  |  | FeBa Civ. Marche         | FeBa Civ. Marche         | FeBa Civ. Marche         | 53            | 56            |  |
|  | 13A         | Basket Foxes Giussano    | Basket Foxes Giussano    | 53          | 65          |  |  |                          |                          |                          |               |               |  |

#### Spareggio salvezza
|  | Terzo turno      |                  |                  |    |    |  |
|  |                  |                  |                  |    |    |  |
|  | Torino Teen      | Torino Teen      | Torino Teen      | 63 | 56 |  |
|  | FeBa Civ. Marche | FeBa Civ. Marche | FeBa Civ. Marche | 41 | 53 |  |

### Finale Scudetto Serie A2
| Faenza 1° giugno 2025, ore 18:00 Finale | Pall. Broni                                     | 80 – 77 (19-17, 36-39, 52-63) referto | Panthers Roseto | PalaBubani (150 spett.)\| Arbitri: \| Chiara Corrias (Cordovado) Nicola Alessi (Lugo) \| |
| Arbitri:                                | Chiara Corrias (Cordovado) Nicola Alessi (Lugo) |                                       |                 |                                                                                          |

## Verdetti
- Promosse in Serie A1:  Panthers Roseto,  Pall. Broni
- Retrocesse in Serie B:  Vigarano,  Virtus Academy Benevento,  FeBa Civ. Marche
- Vincitrice Coppa Italia di Serie A2:  USE Empoli